# Día Mundial de la Ingeniería para el Desarrollo Sostenible
El Día Mundial de la Ingeniería para el Desarrollo Sostenible es una jornada conmemorativa que se celebra anualmente el 4 de marzo desde 2020, establecida por la  UNESCO y la Federación Mundial de Organizaciones de Ingeniería (WFEO, por sus siglas en inglés) en 2019.

## Proclamación
El Día Mundial de la Ingeniería para el Desarrollo Sostenible fue proclamado por la Unesco en su 40.ª Conferencia General en 2019. Este día, celebrado anualmente desde 2020, no solo destaca los logros de los ingenieros y la ingeniería en nuestro mundo contemporáneo, sino que también mejora la comprensión pública sobre cómo la ingeniería y la tecnología son fundamentales para la vida moderna y para el desarrollo sostenible.

## Celebración
El 4 de marzo fue elegido por ser el día de fundación de la WFEO, una federación que consiste en cientos de miembros nacionales e internacionales, representando a la sociedad de ingeniería del mundo.   Es una ocasión para interactuar con gobiernos e industrias, abordando la necesidad de capacidad de ingeniería y la calidad de los ingenieros en todo el mundo, y desarrollar marcos estratégicos y mejores prácticas para la implementación de soluciones de ingeniería para el desarrollo sostenible.

## Temas
- 2020: Día Mundial de la Ingeniería para el Desarrollo Sostenible[4][5]
- 2021: Ingeniería para un Planeta Saludable: Celebrando el Informe de Ingeniería de la UNESCO[6]
- 2022: Construir más inteligentemente, centrando la atención en la ingeniería sostenible[7]
- 2023: Innovación en ingeniería para un mundo más resiliente[8]
- 2024: Soluciones de ingeniería para un mundo sostenible[9]